# Cosmosoma doris
Cosmosoma doris är en fjärilsart som beskrevs av Druce 1911. Cosmosoma doris ingår i släktet Cosmosoma och familjen björnspinnare. Inga underarter finns listade i Catalogue of Life.